# Dyssekamre ved Bjergby
Dyssekamre ved Bjergby, også kaldet Bjerrebygård Dyssen, Bjerrebygaard Langdysse Bjerreby Dyssen, Bjerreby Jættestue eller Skebjerg, er en stor gravhøj, der ligger omring halvvejs mellem Simmerbølle og Tullebølle på Langeland. Højen ligger umiddelbart vest for landevejen mellem de to landsbyer, og den er blandt de mest besøgte fortidsminder på øen.
Den er anlagt i bondestenalderen i tragtbægerkulturen omkring 3500-2800 f.v.t. og består af en stor høj med megalitter på toppen.
Dyssen er omkring 20 m lang og 10 m bred og er orienteret øst-vest. Den har muligvis været mere aflang end den er i dag, hvor der er mere oval.
Det vestlige kammer er omkring 5 m langt og 2 m bredt. Dækstenene er ikke længere in situ. Det ene er i kammeret. En støttesten og en rammesten fra gangen er stadig in situ.
Det østlige kammer måler også 5 × 2 m. De to kappesten er til stede, men den ene er forskudt lidt indad. Der er mere end et dusin skåltegn på den nordlige topsten. En ramme og en støttesten er bevaret fra midtergangen.
Der er ikke foretaget udgravninger af dyssen.